# Гідродинамічна муфта

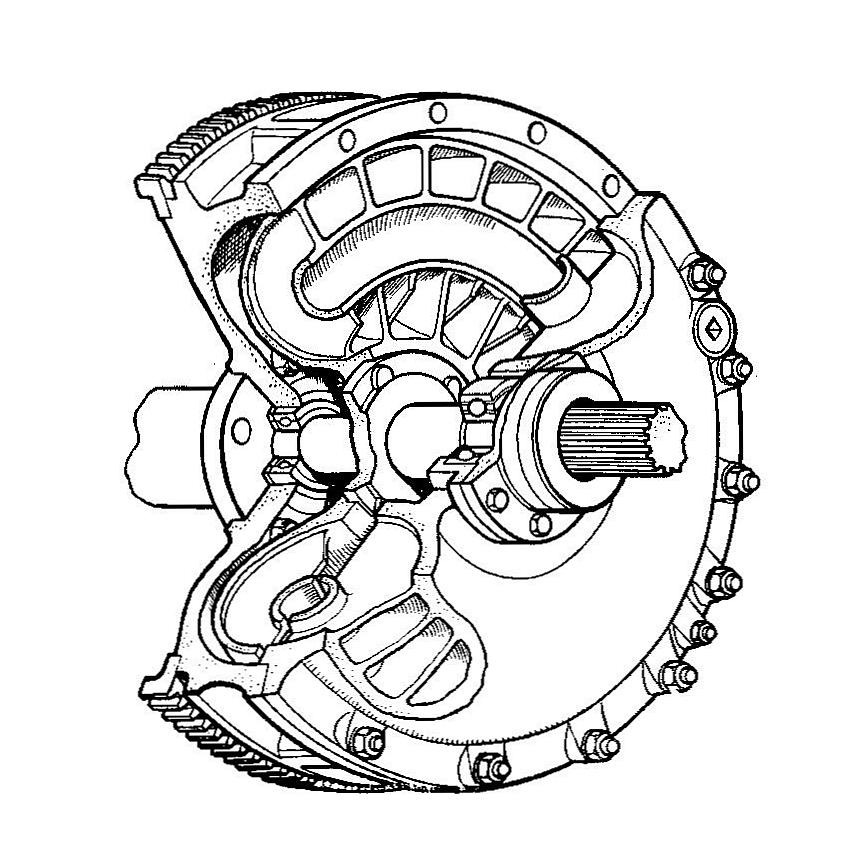
Рисунок автомобільної гідромуфти у розрізі фірми Даймлер (1930-ті роки)

Гідродинамічна муфта (ГДМ), (рос. гидродинамическая муфта; англ. fluid coupling, hydrody-namic(al) clutch; нім. Strömungskupplung f) — гідродинамічна передача, яка (на відміну від Гідротрансформатора) передає потужність, не змінюючи крутного моменту при змінній частоті обертання вихідної ланки.
Див. гідромуфта.